# Klooster van Horomos
Het klooster van Horomos (Armeens: Հոռոմոս, Turks: Horomos manastırı) is een Armeens kloostercomplex uit de 10e eeuw, gelegen ongeveer 15 kilometer ten noordoosten van Ani in de Oost-Turkse provincie Kars nabij de Armeense grens. Het klooster werd tijdens het regentschap van koning Abas I (943-953) gebouwd door de architect Hovhannes, en was een van de belangrijkste religieuze en culturele centra van het koninkrijk Ani.

## Geschiedenis

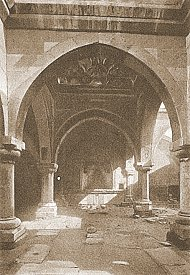

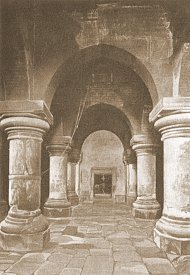

Het belang van het klooster nam na 961 toe, toen de hoofdstad van het Bagratidische koninkrijk werd verplaatst naar Ani. Het klooster werd de plaats waar de Bagratidische koningen werden begraven. In 982 werd het klooster geplunderd en in brand gestoken door islamitische indringers, maar het werd snel hersteld en onder latere koningen vergroot met nieuwe kapellen en kerken.
De geschiedenis van het klooster na de inname van Ani door de Turken in 1064 is ongewis, maar in de 12e eeuw werd het klooster opnieuw een belangrijk centrum. Ook de feodale families die Ani bestuurden in de 13e eeuw, lieten zich in het klooster begraven. Het klooster bezat een grote bibliotheek en een productief scriptorium.
De periode van 1336 tot ver in de 17e eeuw vertoont opnieuw een hiaat in de geschiedenis van het klooster. Mogelijk is het klooster enige tijd onbewoond geweest, maar in 1788 vond er een renovatie plaats. Ook in de 19e eeuw werden diverse restauraties uitgevoerd. Het klooster bleef operatief tot 1920.
Tijdens de Russische bezetting was het klooster grotendeels omgeven door een dorp, maar tegenwoordig is het gebied geheel verlaten. Sinds de jaren 1965 is het klooster onderdeel van het door de Turkse staat ingezette beleid van culturele vernietiging. Sommige gebouwen zijn volledig verdwenen en van andere gebouwen is veel bouwmateriaal geroofd. De koepel van de Sint-Johanneskerk stortte in de jaren 1970 in. Toegang tot het kloosterterrein was nooit gemakkelijk, maar is tegenwoordig onmogelijk.
Vanwege de opzettelijke vernietiging van historische monumenten, heeft Armenië Turkije bij ICOMOS aangeklaagd.

## Het complex
Het klooster valt te verdelen in twee groepen gebouwen. Het belangrijkste deel van het klooster ligt in een versterkte ommuring op het hoogste deel van het gebied, aan de rand van het ravijn boven de rivier de Arpa. Meer naar beneden en ten noorden van het hoofdcomplex staan drie kerken op een rij. Ongeveer 500 meter naar het noorden ligt op hoger geleden grond een gebouw dat bekendstaat als de Triomfboog. Twee kilometer noordelijk van het klooster staat een geïsoleerd kerkgebouw, waarvan de naam onbekend is. Naar het nabijgelegen dorp wordt het mogelijk 10e-eeuwse kerkgebouw als "Kerk van Taylar" geduid.